# El ojo negro
El ojo Oscuro (en alemán Das Schwarze Auge) es un juego de rol alemán lanzado por Schmidt Spiele en 1984.
Llegó a ser el juego de rol más jugado de Alemania, incluso delante de Dungeons & Dragons.
El juego se publicó en francés, italiano, neerlandés, inglés y en castellano.